# Manuel Etura
Manuel González Etura (Sestao, Vizcaya, 21 de marzo de 1933), conocido como Etura, fue un futbolista español que jugaba de centrocampista. Disputó cerca de 250 partidos con el Athletic Club a lo largo de doce temporadas.

## Trayectoria
Era hijo de Manuel González Icabalzeta y de Carmen Etura Larrinaga. Se inició en el equipo de su localidad, la Sociedad Deportiva San Pedro. Fichó por el Athletic Club en 1953, procedente del CD Getxo. Debutó el 12 de diciembre de 1954, ante el Hércules de Alicante Club de Fútbol, equipo que le había intentado fichar con 16 años, cuando todavía jugaba en el club de su pueblo, el Sestao Sport Club, actual Sestao River Club, antes de firmar su primer contrato con el CD Getxo. 
Permaneció en el equipo bilbaíno hasta 1966, cuando fichó por la SD Indauchu. Después de una temporada en el club vizcaíno, se retiró en 1967.

## Clubes
| Club                 | País   | Año         |
| -------------------- | ------ | ----------- |
| Club Deportivo Getxo | España | 1952 - 1953 |
| Athletic Club        | España | 1953 - 1966 |
| S. D. Indautxu       | España | 1966-1967   |

## Palmarés
| Título                     | Club          | País   | Año     |
| -------------------------- | ------------- | ------ | ------- |
| Copa del Generalísimo      | Athletic Club | España | 1955    |
| Primera División de España | Athletic Club | España | 1955-56 |
| Copa del Generalísimo      | Athletic Club | España | 1956    |
| Copa del Generalísimo      | Athletic Club | España | 1958    |